# Centerville (Dakota del Sud)
Centerville è un centro abitato (city) degli Stati Uniti d'America, situato nella contea di Turner nello Stato del Dakota del Sud. La popolazione era di 882 persone al censimento del 2010.

## Storia
Centerville venne progettata nel 1883. Prende il nome a causa della sua posizione tra Parker e Vermillion.

## Geografia fisica
Centerville è situata a 43°07′03″N 96°57′38″W (43.117631, -96.960644).
Secondo lo United States Census Bureau, ha un'area totale di 0,72 miglia quadrate (1,86 km²).

## Società

### Evoluzione demografica
Secondo il censimento del 2010, c'erano 882 persone.

### Etnie e minoranze straniere
Secondo il censimento del 2010, la composizione etnica della città era formata dal 98,2% di bianchi, lo 0,3% di afroamericani, lo 0,6% di nativi americani, lo 0,2% di asiatici, lo 0,1% di altre razze, e lo 0,6% di due o più etnie. Ispanici o latinos di qualunque razza erano l'1,2% della popolazione.